# Le Roi de Thulé
Le Roi de Thulé è un cortometraggio muto del 1910 diretto da Louis Feuillade e da Étienne Arnaud.

## Produzione
Il film fu prodotto dalla Société des Etablissements L. Gaumont

## Distribuzione
Distribuito dalla Société des Etablissements L. Gaumont, uscì nelle sale cinematografiche francesi nel settembre 1910. Con il titolo Lured by a Phantom or The King of Thule la Kleine Optical Company lo distribuì negli Stati Uniti nel dicembre dello stesso anno. Nelle proiezioni, veniva programmato con il sistema dello split reel, accorpato in un'unica bobina con un altro cortometraggio, Nancy’s Wedding Trip.